# Alan White
Alan Victor "Whitey" White (Eltham, Anglaterra, 26 de maig de 1972) és un bateria conegut pel seu treball amb Oasis des de l'any 1995 (quan va entrar reemplaçant a Tony McCaroll) fins a l'any 2004.
El seu germà, Steve White, també és un prolífic bateria, i ha tocat amb diversos artistes com per exemple amb Style Council, Paul Weller o The Who. Alan ha declarat que Steve va tenir un paper important en el seu desenvolupament com a bateria. Va tenir altres influències com Ringo Starr (The Beatles), Chad Smith (Red Hot Chili Peppers), Mick Avory (The Kinks) i John Bonham (Led Zeppelin).
Quan es va separar d'Oasis va ser substituït per Zak Starkey, fill d'una de les seves influències: Ringo Starr.

## Carrera
Idha, Starclub i Dr Robert (1987–1995)
El 1988, White va fer una audició per unir-se a la banda Whirlpool del futur membre d'Oasis, Gem Archer. "Va baixar i ens va deixar bocabadat a tots", recorda Archer. "Vaig pensar que era mega, però els altres estaven preocupats com seria un nen de 15 anys a la carretera i a la cervesa. Vaig trucar al seu pare i li vaig dir:" Ho sento. Però no et preocupis, és fantàstic. Ell anirà fins al final. I ho va fer. Va ser el dia més estrany quan em va donar la benvinguda a Oasis. "I no m'ha deixat oblidar-ho". White també va tocar la bateria a l'àlbum en solitari de l'esposa d'Andy Bell, Idha, formant una connexió amb un altre futur membre d'Oasis. Va ser en aquesta sessió quan Noel Gallagher el va sentir tocar per primera vegada, tot i que Paul Weller li va recomanar a Noel. Abans d'unir-se a Oasis, White va tocar la bateria amb la banda londinenca Starclub i també per a Dr Robert, cantant de The Blow Monkeys.

## Oasis (1995–2004)
White va substituir el bateria original d'Oasis Tony McCarroll l'abril de 1995 i immediatament va ser "llençat al final", unint-se a la banda l'endemà per interpretar una reproducció de "Some Might Say" davant d'una audiència de televisió nacional a la música de llarga durada de la BBC One el programa Top of the Pops. Un dels primers espectacles en directe de White amb Oasis va ser davant d'una multitud massiva al Festival de Glastonbury el juny de 1995.
Fins a l'arribada d'Andy Bell a la tardor de 1999, White va ser la mostra del sud a l'oasi Mancunian. Inicialment conegut com a 'Whitey', més tard va ser rebatejat com a 'Dave' per la banda perquè una vegada es va servir una copa d'un bar sense vigilància, per la qual cosa s'assemblava al personatge de Dave de "The Winchester" a la sèrie de televisió dels anys 70 Minder. White va comentar la "divisió nord/sud" dient que no era tan dolenta, però "durant anys vaig ser el 'cockney' i ells eren els 'putas de Manc'". En el seu llibre, Quina és la història? Ian Robertson (que va exercir com a gestor de gira d'Oasis des de 1994 fins a 1995) va declarar que White també era conegut per la frase "Alan White - He's alright". A White també se li va confiar la feina de ser el company de begudes "oficial" de Liam Gallagher i també es deia que era el seu millor amic de la banda. Junts, la parella eren conegudes com "Bert i Ernie", amb el nom dels personatges de Barri Sèsam. El desembre de 2002, Liam i White van estar involucrats en una baralla d'alt perfil en un bar alemany. En conseqüència, Liam suposadament va perdre algunes de les seves dents frontals i White va necessitar una exploració cerebral després de patir ferides lleus al cap. Tots dos van ser detinguts per les autoritats i van ser alliberats però després que la direcció de la banda pagués la seva fiança.
Noel Gallagher ha afirmat que White tenia una importància molt més gran per a la banda que un simple bateria de sessió i de gira, afirmant que va ajudar immensament en el procés d'enregistrament. Noel també va dir que quan escrivia una cançó, la interpretaria a White, qui sovint adaptava el ritme de la cançó o aconsellava a Gallagher sobre possibles canvis en el tempo. D'altra banda, el productor d'Oasis, Owen Morris, va descriure a White com "essencialment un bateria de jazz" que "sempre s'estava remenant amb la seva trampa […] i mai no tocava els ritmes bàsics de l'esquena d'una manera molt tonta de rock and roll". que no entenia el so d'Oasis tan bé com McCarroll.
En el moment de la seva marxa, White era el membre amb més temps a Oasis al costat dels Gallaghers (més tard va ser superat per Gem Archer i Andy Bell) i va passar-ho malament amb els germans ja que va estar colpejat diverses vegades amb atacs de suposada tendinitis. durant els seus últims anys amb la banda. White va actuar en quatre dels àlbums d'estudi d'Oasis: (What's the Story) Morning Glory? (1995), Be Here Now (1997), Standing on the Shoulder of Giants (2000) i Heathen Chemistry (2002) i Lyla a Dont Believe The Truth (2005). També va tocar a la majoria de les cares B de la banda, algunes de les quals es van publicar al disc The Masterplan (1998).

## Vida personal
White es va casar amb la model Liz Carey el 13 d'agost de 1997 a l'Hotel Studley Priory, Oxfordshire. S'havien conegut al plató del videoclip "Don't Look Back in Anger" el 1995. Es van divorciar el 2004.
White va tenir més tard un fill amb una dona anomenada Charlie, va vendre la seva casa de Londres el 2013 i es va traslladar amb ells a la ciutat on va néixer.
Steve White havia tocat amb The Style Council de Weller i amb altres músics famosos, inclòs The Who. A causa d'aquesta connexió, va dir Alan, el seu germà va afectar molt el seu desenvolupament com a bateria. Altres influències inclouen Keith Moon, Ringo Starr, Chad Smith, Mick Avory i John Bonham.

## Discografia
Dr Robert
- Bethesda (1995)

Oasis
- (What's the Story) Morning Glory? (1995)
- Be Here Now (1997)
- Standing on the Shoulder of Giants (2000)
- Familiar to Millions (2000)
- Heathen Chemistry (2002)

B-side compilation
- The Masterplan (1998)